# Teruel
Teruel (in aragonese Teruel, in catalano e valenciano Terol) è un comune spagnolo di 35 675 abitanti, capoluogo dell'omonima provincia, situato nella comunità autonoma dell'Aragona.
La città ha dato il nome alla comarca della Comunidad de Teruel, della quale è il capoluogo.

## Storia

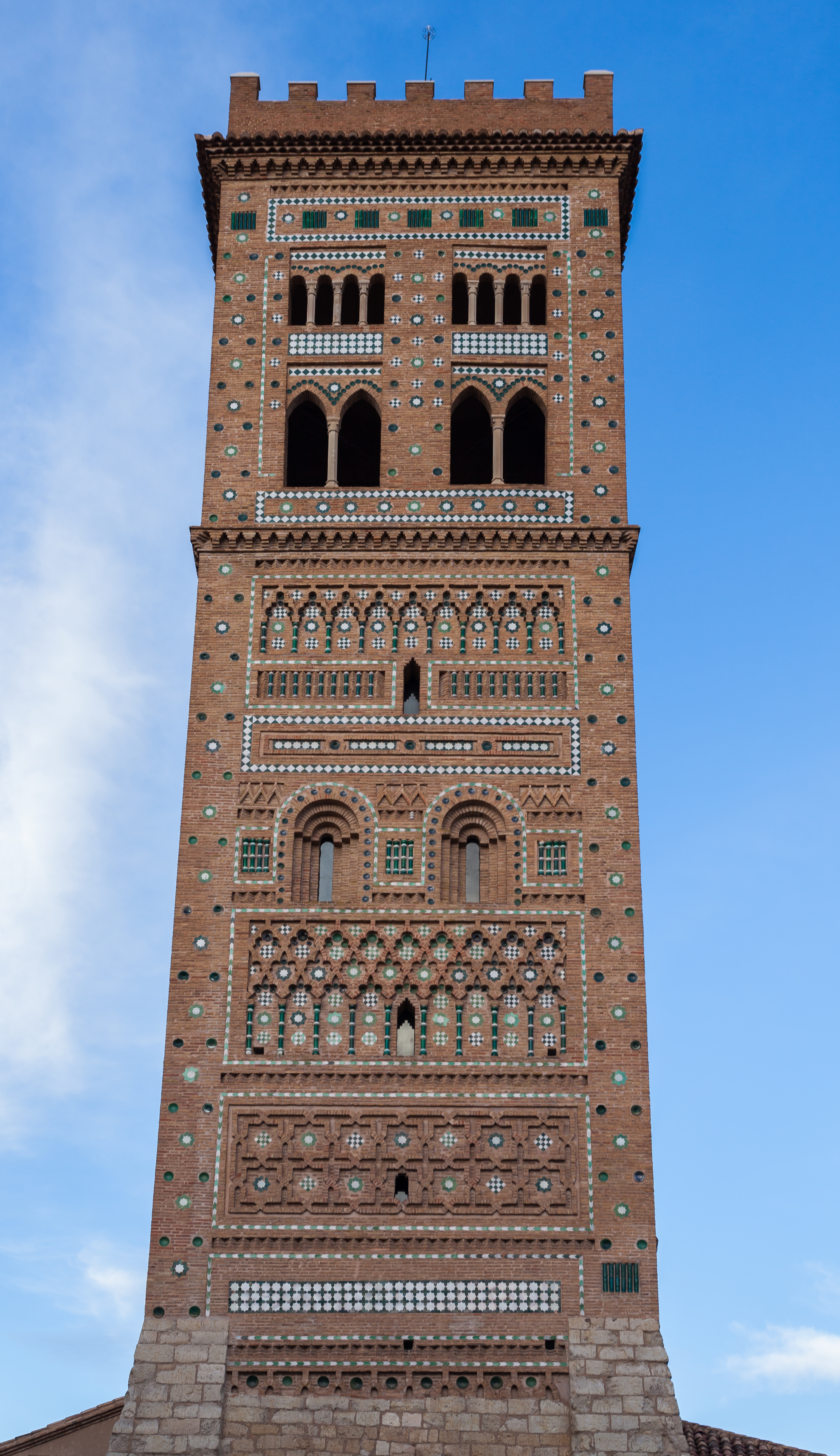
Torre di San Martín

Di antica origine iberica col nome di Turba, è posta su un colle dei Monti Iberici meridionali alla sinistra del fiumeTuria.
Nel 1986 l'UNESCO l'ha dichiarata patrimonio dell'umanità per la caratteristica architettura mudéjar dei suoi monumenti, soprattutto le torri di San Martín e del Salvador, che, rivestite di piastrelle ceramiche, ricordano gli antichi minareti e le danno un singolare aspetto orientale.
Teruel infatti fu per lungo tempo un importante centro islamico e, quando Alfonso II d'Aragona nel 1171 conquistò la città, buona parte della popolazione araba vi rimase e testimoni di questa presenza sono i diversi monumenti del XII e XIII secolo in stile mudéjar caratteristico dei musulmani in territorio cristiano che unisce elementi tradizionali dell'arte araba, come l'uso dei mattoni e di alcuni ornamenti ceramici, all'arte romanica o gotica con cui è venuta in contatto.
Dal secolo XII Teruel divenne un importante centro di produzione delle ceramiche e dal XVI secolo di lavorazione della lana e di fabbricazione di armi. È nota anche perché, durante la guerra civile dal 15 dicembre 1937 al 20 febbraio 1938 fu al centro di molte e lunghe battaglie fra repubblicani e nazionalisti. Con Albarracín è sede vescovile.

## Patrimoni dell'umanità
A Teruel sono presenti alcuni edifici inseriti nell'elenco dei patrimoni dell'umanità, assieme ad altri come architetture mudéjar d'Aragona
- 378-001 Cattedrale di Santa Maria di Mediavilla, grande chiesa gotica mudéjar a tre navate, eretta nel secolo XII fu modificata nel 1257 con l'aggiunta di una torre e anche  nei secoli XVI e XVIII subì alcune aggiunte. Interessante è soprattutto l'interno con il soffitto mudéjar della navata centrale e diverse cappelle; la sagrestia ospita il "tesoro" con opere di oreficeria di epoche diverse.
- 378-002 Torre e chiesa di San Pedro, bella chiesa mudéjar con la torre uguale a quella della cattedrale del secolo XVI.
- 378-003 Torre di San Martín, mudéjar del XIII secolo, considerata la più bella delle torri di Teruel.
- 378-004 Torre del Salvador, del XVII secolo, una delle più belle torri mudéjar. All'interno della chiesa c'è una curiosa scultura lignea di Cristo de las tres manos del Trecento.

## Altri monumenti
- San Francisco, chiesa gotica del 1391-1492.
- Los Arcos, acquedotto a due ordini di arcate del 1538.
- La Merced, chiesa con bella torre mudéjar del secolo XVI.
- San Miguel, chiesa del secolo XII ma rifatta alla fine del XVII in stile barocco.
- Castillo de Ambeles, fortificazione del XV secolo eretta sull'antico alcázar arabo.
- Mausoleo de los Amantes, del secolo XIII che contiene i corpi mummificati dei celebri amanti di Teruel: Diego de Marcilla e Isabel de Segura che la tradizione vuole che siano morti per il dolore della loro separazione.
- San Martín, chiesa del XVII secolo.

## Sport
- La squadra maschile di pallavolo Club Voleibol Teruel ha vinto 7 volte, di cui 4 consecutive, il campionato spagnolo di pallavolo maschile (2009-2012, 2014, 2018-2019).